# Krankelösa
Krankelösa är en bebyggelse i Ljungby distrikt i Kalmar kommun.  SCB avgränsade området 2023 till en separat småort.